# Matthias Eisenberg

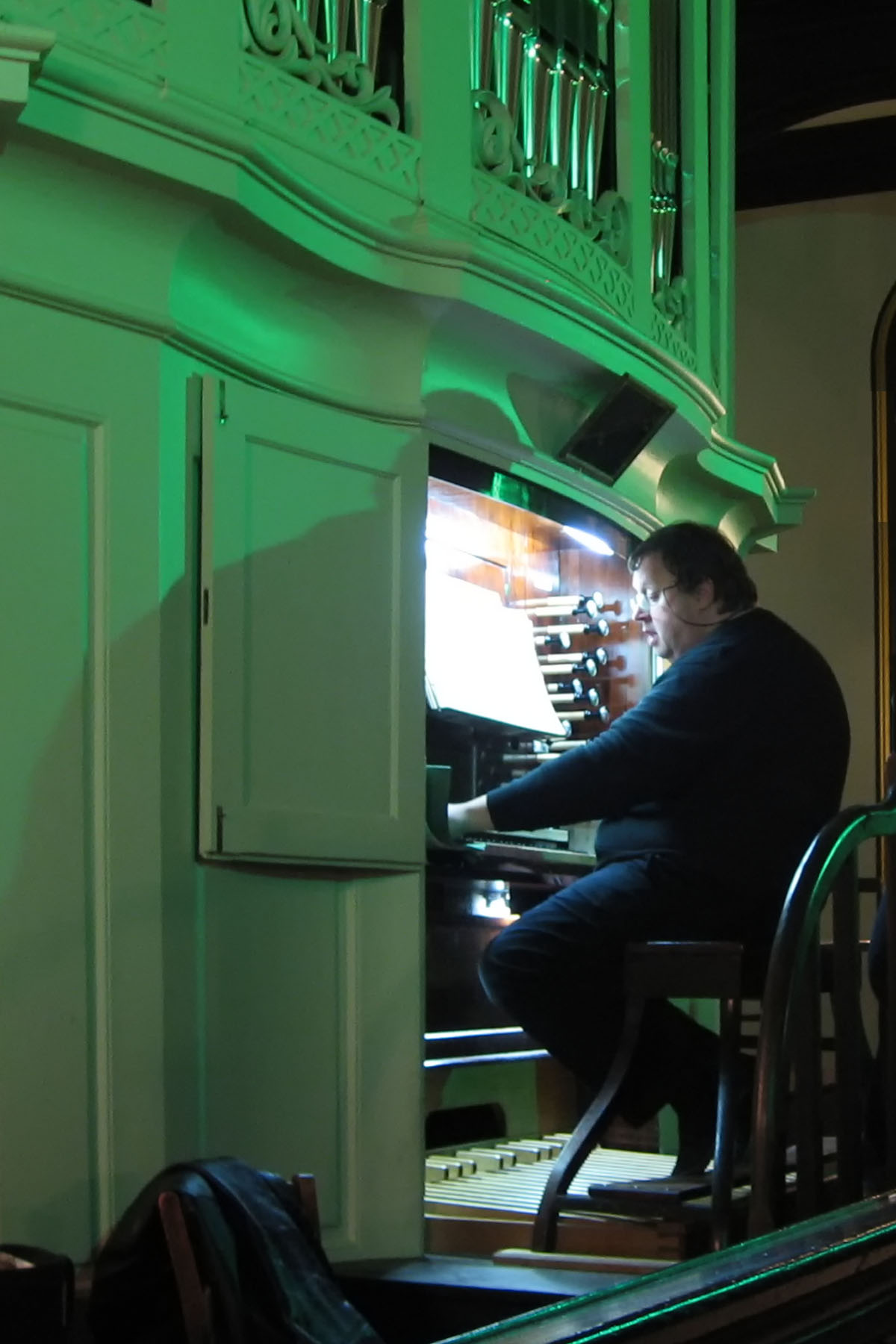
Matthias Eisenberg 2008 an der Schweinefleisch-Mendelssohn-Orgel der Auferstehungskirche Leipzig-Möckern

Matthias Eisenberg (* 15. Januar 1956 in Elstra bei Kamenz) ist ein deutscher Organist, Cembalist und Kirchenmusiker.

## Leben
Seit seinem 9. Lebensjahr war Eisenberg Organist verschiedener Kirchengemeinden und dann fünf Jahre lang Mitglied des Dresdner Kreuzchores. Er studierte bei Wolfgang Schetelich in Leipzig an der Hochschule für Musik „Felix Mendelssohn Bartholdy“, wo er im Jahre 1978 das A-Examen bestand und bereits während der Studienzeit Preisträger mehrerer internationaler Wettbewerbe war, unter anderem des Improvisationswettbewerbs in Weimar.
1980 holte Kurt Masur ihn kurz vor Fertigstellung des Gewandhaus-Neubaus als 1. Organisten nach Leipzig, wo er gleichzeitig Cembalist des Leipziger Bachorchesters war. Auch wirkte er im DDR-Fernsehen musikalisch in einer Produktion über das Leben Johann Sebastian Bachs mit. Außerhalb der DDR verzeichnete er Erfolge, wie 1983 beim Bachfest in Graz und 1985 an der internationalen Bach-Akademie in Stuttgart. 1985 lehrte er als Dozent beim Internationalen Musikseminar in Weimar, außerdem gab er Gastkurse und Meisterklassen unter anderem in Stockholm und Südamerika. In Oybin war er künstlerischer Leiter und Solist einer Konzertreihe, in Rötha Initiator eines Konzertzyklus an den beiden Silbermann-Orgeln.
1986 kehrte Matthias Eisenberg von einer Tournee des Bachorchesters in die Bundesrepublik Deutschland nicht wieder in die DDR zurück. Nach kirchenmusikalischer Tätigkeit in Bad Homburg und Hannover konzertierte er als freischaffender Organist und Cembalist sowie als Partner von Kammerensembles und Sinfonieorchestern in Städten Europas, Asiens, Nord- und Südamerikas sowie in Australien. 1999 ging er zusammen mit dem Orchestre National de Lyon auf eine große Japan-Tournee. Im Januar 2001 trat Eisenberg nach 15 Jahren im ausverkauften Leipziger Gewandhaus erstmals wieder auf. Es gibt zahlreiche Rundfunk- und CD-Produktionen mit Eisenberg, z. B. Einspielungen des gesamten Bachschen Orgelwerkes an verschiedenen Orgeln in Niedersachsen oder Aufnahmen zusammen mit Mathias Schmutzler, Joachim Schäfer, Giora Feidman, Harmonic Brass und vielen anderen.  Außerdem wurde er bei zahlreichen Orgelneubauten und -renovierungen als Orgelspezialist hinzugezogen. Regelmäßig gestaltet er seine Konzerte auch mit Improvisationen aus, einige CD-Veröffentlichungen enthalten ebenfalls Improvisationen.
Von 1992 bis 2004 war Eisenberg Kirchenmusiker an St. Severin in Keitum auf Sylt. Im November 2004 wurde er Kantor und Organist im Schwesternkirchenverbund der Moritz-, Luther- und Johanniskirche in Zwickau mit Wohnsitz in der erzgebirgischen Bergstadt Schneeberg. Nach gegensätzlichen Ansichten über die Ausübung des Kantorenamtes bezüglich der Laien- und Nachwuchsarbeit und Eisenbergs Umzug Ende 2012 nach Straupitz im Spreewald kündigte die Kirchgemeinde Eisenbergs Vertrag zum Juni 2013.

## Auszeichnungen
Matthias Eisenberg wurde 2003 zum Kirchenmusikdirektor ernannt. Ebenfalls im Jahre 2003 verlieh ihm die schleswig-holsteinische Ministerpräsidentin Heide Simonis für seine herausragenden Verdienste um Orgelspiel und -pflege den Ehrentitel Professor. Ende 2022 wurde er Ehrenbürger der Stadt Elstra.